# Teatro Monumental
O Teatro Monumental é um teatro de Madrid, em Espanha. É considerado um importante ponto turístico da capital espanhola.